# Piotr Żukowski
Piotr Żukowski (ur. 1982 w Poznaniu) – pianista. Ukończył z wyróżnieniem Akademie Muzyczną w Poznaniu w klasie fortepianu prof. Alicji Kledzik. Od 2013 roku pracuje jako adiunkt w katedrze fortepianu tej uczelni. Doktor nauk o sztukach pięknych.

## Kariera
Koncertował w wielu miastach Polski oraz za granicą: we Francji, Brazylii, Belgii, Chinach, Islandii, Anglii, Rosji, Szwajcarii, Arabii Saudyjskiej, Włoszech, Czechach, USA, Hiszpanii, Słowacji, Węgrzech, Niemczech i Japonii. Wielokrotnie brał udział w nagraniach programów muzycznych dla Telewizji Polskiej. W lipcu 1997 roku dokonał nagrań do filmu biograficznego o F. Chopinie, zrealizowanego i wyemitowanego przez kanał “ARTE” telewizji francusko-niemieckiej oraz Program II Telewizji Polskiej. We wrześniu 1997 roku otrzymał stypendium rządu francuskiego i odbył staż pianistyczny w Akademie Ravel we Francji pod kierunkiem profesora Jean-Francois Heissera. Na zaproszenie redakcji muzycznej Polskiego Radia program II, dokonał nagrań w Studiu im. W. Lutosławskiego – w marcu 1999 nagrał recital chopinowski a w styczniu 2000 roku recital złożony z utworów: F. Chopina, M. Ravela, A. Skriabina i R. Maciejewskiego. We wrześniu 2004 roku dokonał nagrania utworów R. Schumanna i A. Skriabina dla Radia Watykańskiego. Występował na wielu festiwalach, m.in.: Międzynarodowym Festiwalu im. I.J. Paderewskiego w Chicago, Festiwalu Chopinowskim w Tucson (USA), XXXIV Festiwalu Pianistyki Polskiej w Słupsku, XIX Międzynarodowym Festiwalu "Chopin w Barwach Jesieni" w Antoninie, Międzynarodowym Forum Chopinowskim Młodych Pianistów we Wrocławiu oraz Międzynarodowym Festiwalu im. I.J. Paderewskiego w Kąśnej Dolnej. Uczestniczył w XIV Międzynarodowym Konkursie Pianistycznym im. F. Chopina w Warszawie. Swoimi koncertami uświetnił prezentacje kultury polskiej, m.in. na: uroczystości wręczenia nagród wybitnym Polakom (Chicago, 2000 r.), Europejskim Balu Prasy (Berlin, 2001 r.). Wykonanie koncertu b-moll P. Czajkowskiego, jako "koncert finałowy" zwieńczyło XXXVI Festiwal Pianistyki Polskiej w Słupsku. Na inauguracji V Międzynarodowego Konkursu Młodych Pianistów "Artur Rubinstein in Memoriam" w Bydgoszczy (2002 r.), z towarzyszeniem orkiestry pod dyrekcją Iana Hobsona wykonał III Koncert d-moll S. Rachmaninowa.
Jest laureatem wielu konkursów pianistycznych:
- I nagroda na XI Międzynarodowym Konkursie Pianistycznym "Anemos" w Rzymie, Włochy 2004 r.
- II nagroda na XI Międzynarodowym Konkursie Pianistycznym im. F. Chopina w Budapeszcie, Węgry 2004 r.
- II nagroda na XV Międzynarodowym Konkursie Muzyki Kameralnej w Łodzi, 2004 r.
- I nagroda na V Międzynarodowym Konkursie Pianistycznym im. Antona Rubinsteina, Włochy 2003 r.
- I nagroda na XII Międzynarodowym Konkursie Pianistycznym "Citta di Barletta", Włochy 2002 r.
- I nagroda na IV Międzynarodowym Konkursie Młodych Pianistów "Artur Rubinstein in Memoriam", Bydgoszcz 2000 r., Nagroda specjalna im. Artura Rubinsteina ufundowana przez Anielę Młynarską-Rubinstein, Nagroda specjalna The Piano Teachers Association of Japan – cykl koncertów w Japonii
- Nagroda specjalna Polskiego Radia Pomorza i Kujaw S.A. – uroczysty koncert z transmisją na antenie Radia "PiK", kwiecień 2000 r.
- Nagroda pozaregulaminowa Towarzystwa im. F. Chopina koło we Wrocławiu w formie recitalu oraz koncertu w ramach III Międzynarodowego Forum Chopinowskiego Młodych Pianistów Wrocław, listopad 2000 r.
- Nagroda pozaregulaminowa Powszechnego Zakładu Ubezpieczeń na Życie S.A. dla Najlepszego Polskiego Uczestnika
- Finalista Ogólnopolskiego Konkursu na Stypendia dla Kandydatów do XIV Międzynarodowego Konkursu Pianistycznego im. F. Chopina, Warszawa 2000 r.
- Laureat Ogólnopolskiego Konkursu Pianistycznego o Stypendium Artystyczne Towarzystwa im. F. Chopina, Warszawa 1999 r.
- Nagroda specjalna na II Międzynarodowym Konkursie Indywidualności Muzycznych im. Aleksandra Tansmana, Łódź 1998 r.
- I nagroda na I Ogólnopolskim Konkursie Interpretacji Muzyki Francuskiej, Łódź 1997 r.
- Grand Prix "Rydwan Apollina" oraz nagroda główna na Ogólnopolskim Konkursie Uczniów Klas Fortepianu, Kraków 1997 r.
- II nagroda na Ogólnopolskim Konkursie Pianistycznym, Konin 1996 r.
- III nagroda na Międzynarodowym Konkursie dla Młodych Pianistów, Senigallia (Włochy) 1995 r.
- II nagroda na Ogólnopolskich Przesłuchaniach Uczniów Klas Fortepianu, Warszawa 1995 r.
- I nagroda na Ogólnopolskim Konkursie Pianistycznym, Konin 1994 r.
- I nagroda na Ogólnopolskim Konkursie Pianistycznym, nagroda specjalna za najlepsze wykonanie utworu I.J. Paderewskiego, Kartuzy 1994 r.
- IV nagroda na Ogólnopolskim Konkursie Pianistycznym im. J.S.Bacha, Gorzów Wlkp. 1993 r.

Kilkakrotnie udzielił kursów mistrzowskich w takich uczelniach jak: University of Redlands (California, USA), Grand Valley State University (Michigan, USA), The University of Arizona (Tucson, USA), Iceland Academy of the Arts, Reykjavík (Islandia), Conservatorio Statale G.P. Da Palestrina w Cagliari,  Conservatorio di Musica E.F. Dall Abaco w Weronie,  Conservatorio di Musica "G. B. Martini" w Bolonii, L’Istituto Superiore di Studi Musicali “V. Bellini” – Caltanissetta, Conservatorio Superior de Música "Eduardo Martínez Torner" w Oviedo (Hiszpania), XXIX Oficina de Musica w Kurytybie (Brazylia).
Był stypendystą Prezesa Rady Ministrów, Ministra Kultury i Dziedzictwa Narodowego, Krajowego Funduszu na Rzecz Dzieci, Towarzystwa im. F. Chopina oraz Miasta Poznania. W 2004 roku został laureatem Medalu Młodej Sztuki w dziedzinie muzyki, przyznawanym przez jury powołane przez „Głos Wielkopolski”, jako wyraz uznania dla jego kunsztu i osiągnięć. Czynnie uczestniczy w muzycznym życiu Akademii Muzycznej w Poznaniu, grając utwory młodych współczesnych twórców tej szkoły (m.in. trzy "Umbry" na fortepian Marcina Banasika, "Preludia" Natalie Desou, trio fortepianowe "Wyspy Szczęśliwe" Barbary Kaszuby). Został zaproszony do członkostwa w jury VI Międzynarodowego Konkursu Pianistycznego im. A. Rubinsteina, oraz V Międzynarodowego Konkursu Pianistycznego im. J. Brahmsa we Włoszech.

## Odznaczenia
- Brązowy Krzyż Zasługi (2019)[3]